# Tempelstraße 1/3 (Bonn)

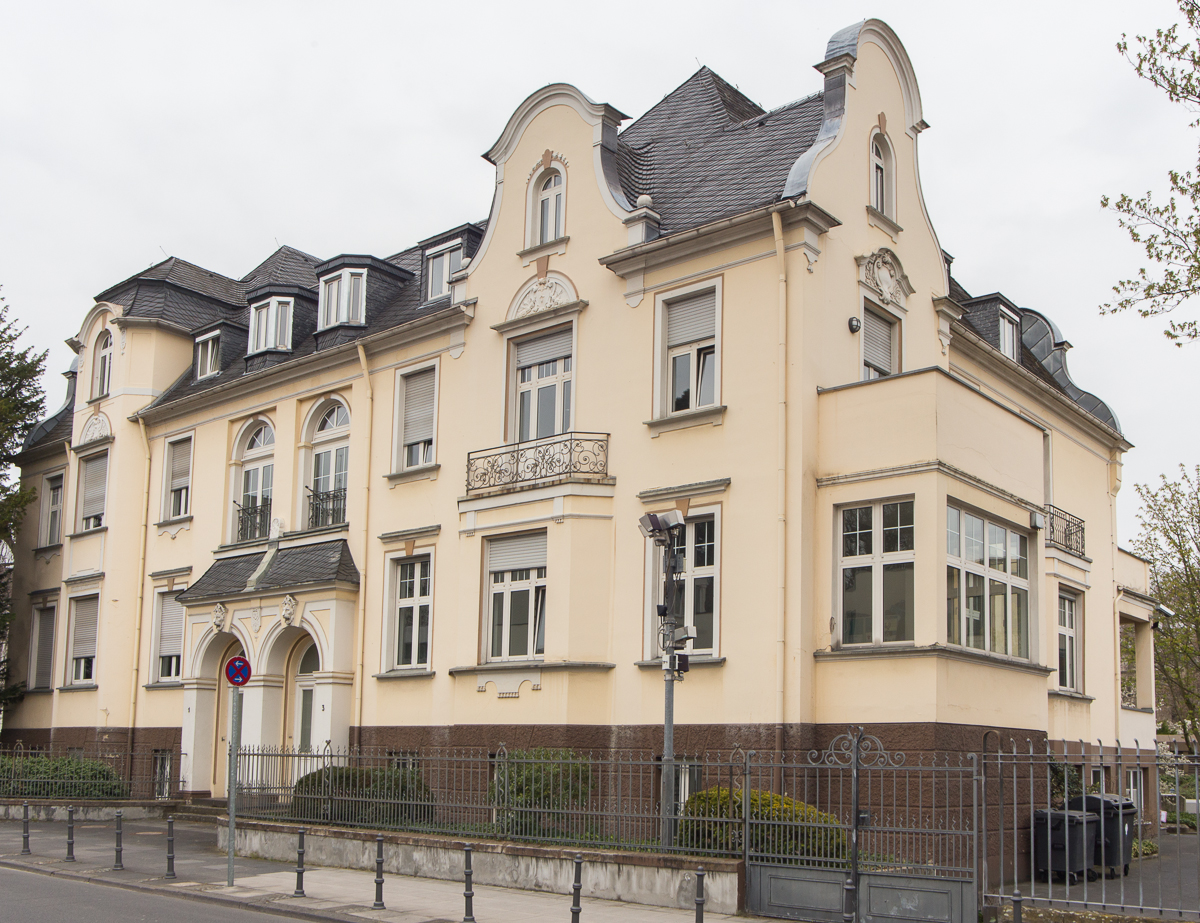
Doppelvilla Tempelstraße 1/3 (2013)

Das Gebäude Tempelstraße 1/3 (auch Doppelvilla Finkler) ist eine Doppelvilla im Bonner Ortsteil Gronau, die 1899/1900 errichtet wurde. Sie liegt an der von der Adenauerallee (B 9) abzweigenden Tempelstraße. Die Villa gehört heute zum Auswärtigen Amt.

## Geschichte

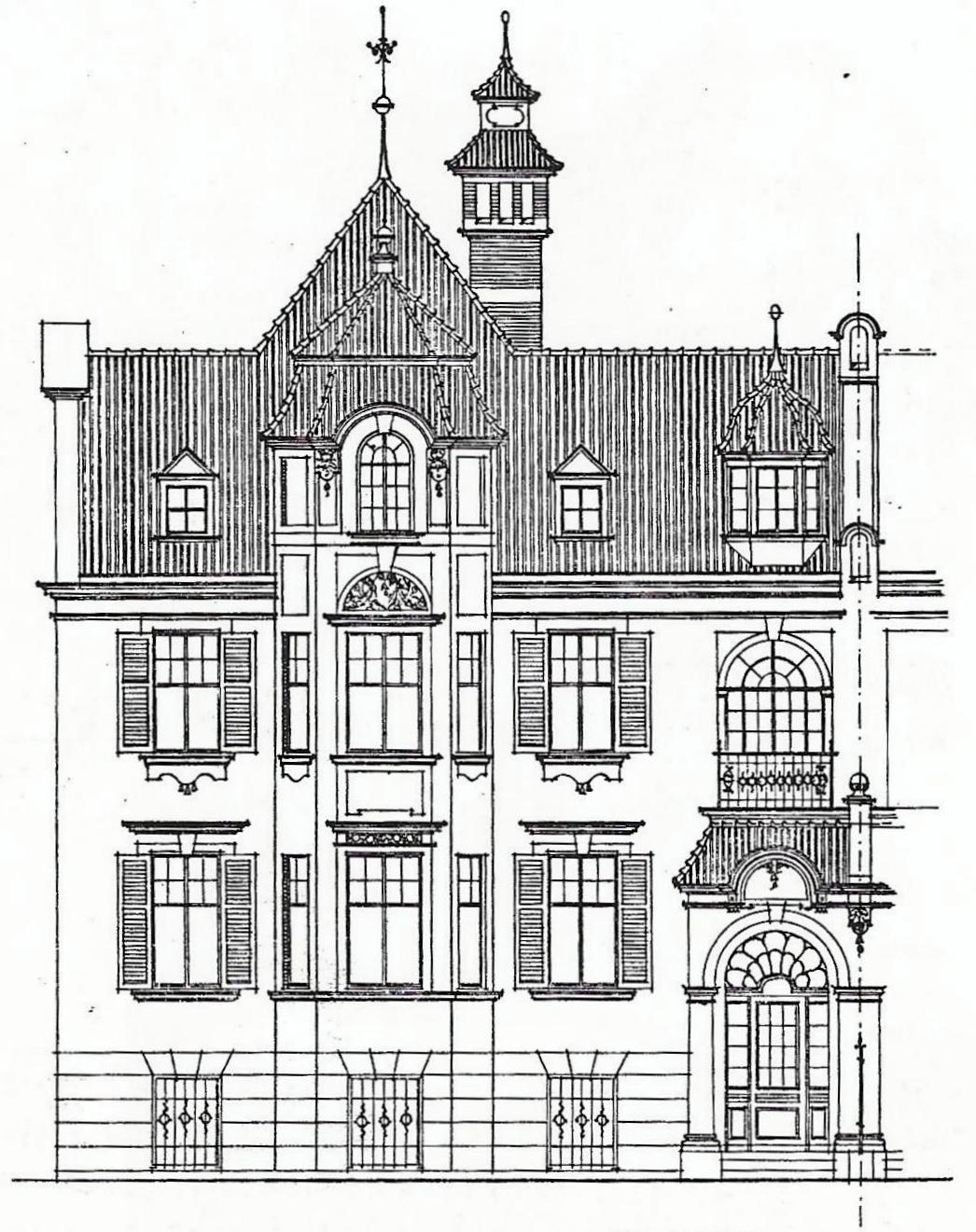
Aufriss der Halbvilla Tempelstraße 1 (1899)

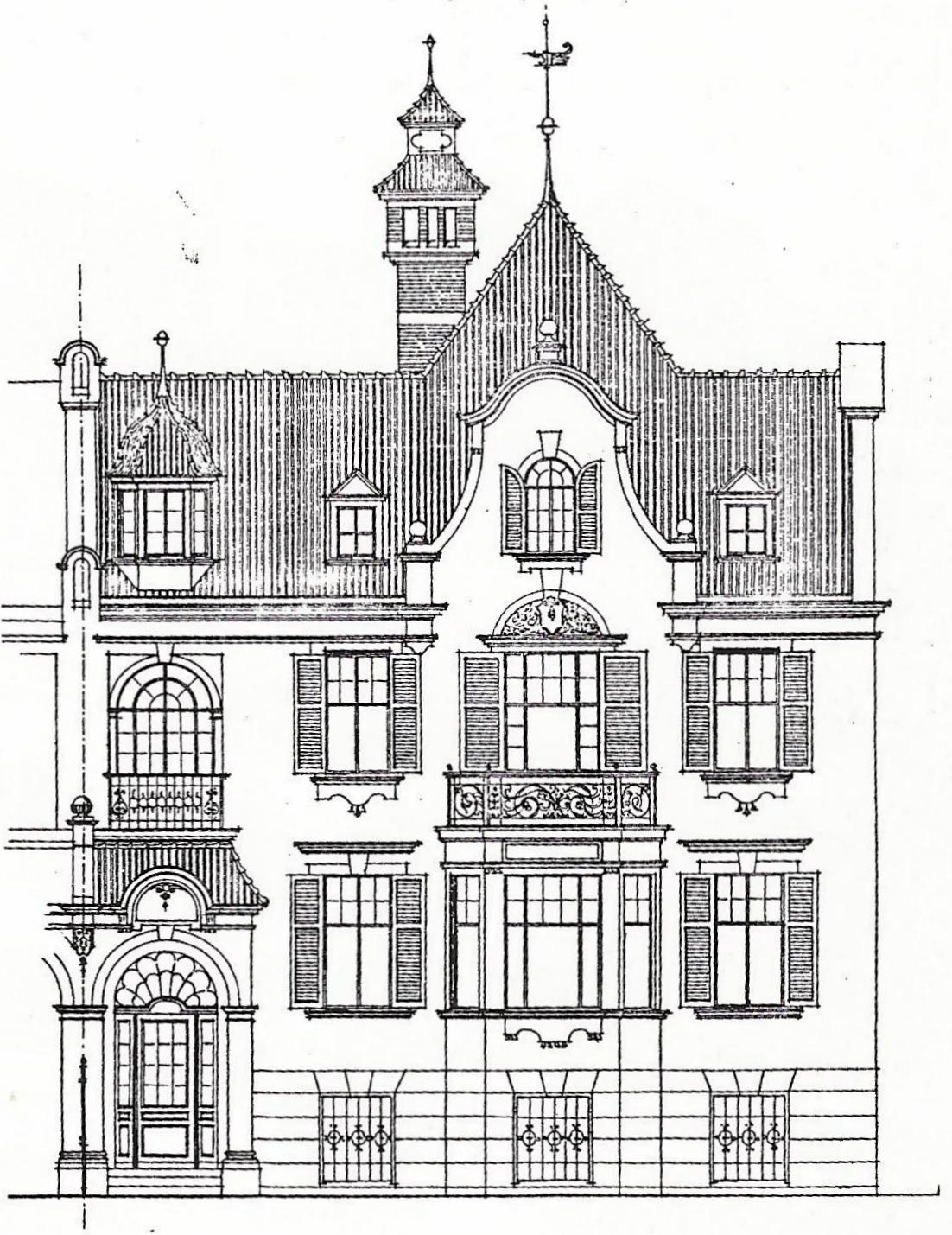
Aufriss der Halbvilla Tempelstraße 3 (1899)

Die Villa entstand für den Bauherrn Professor Dittmar Finkler nach einem Entwurf des prominenten Berliner Architekturbüros Kayser & von Großheim, als deren lokaler Vertreter der Architekt Heinrich Rings auftrat, auf dem vormaligen, parzellierten Grundstück der Villa König. Auf den Bauantrag vom März 1899 hin wurde im Mai die Baugenehmigung erteilt. Die Rohbau-Abnahme erfolgte im Oktober 1899 und die Schlussabnahme im September 1900. Die beiden Halbvillen wurden von Finkler einzeln weiterverkauft. 1904 ließ der Eigentümer der westlichen Halbvilla (A. Dilthey aus Rheydt) an der Rückseite seines Hauses einen Wintergarten errichten. 1935 ging diese Halbvilla in den Besitz des Reichsluftschutzbundes über, der dort eine Dienststelle unterbrachte.
1950 hatte der Französisch-Deutsche Club die westliche Halbvilla übernommen, der in diesem Jahr Umbauarbeiten durchführen ließ. Während dabei in den beiden Obergeschossen Wohnungen eingerichtet wurden, schuf man für den Club in den unteren Geschossen durch Mauerdurchbrüche größere Räume. Bis 1954 war das Institut Français Besitzer der Villa geworden und ließ nun das Erdgeschoss im Bereich der Terrasse überbauen. 1978 war die Villa bereits seit mehreren Jahren Eigentum der Bundesrepublik Deutschland, seitdem ist sie Teil der Liegenschaft des Auswärtigen Amts.